# مردخای

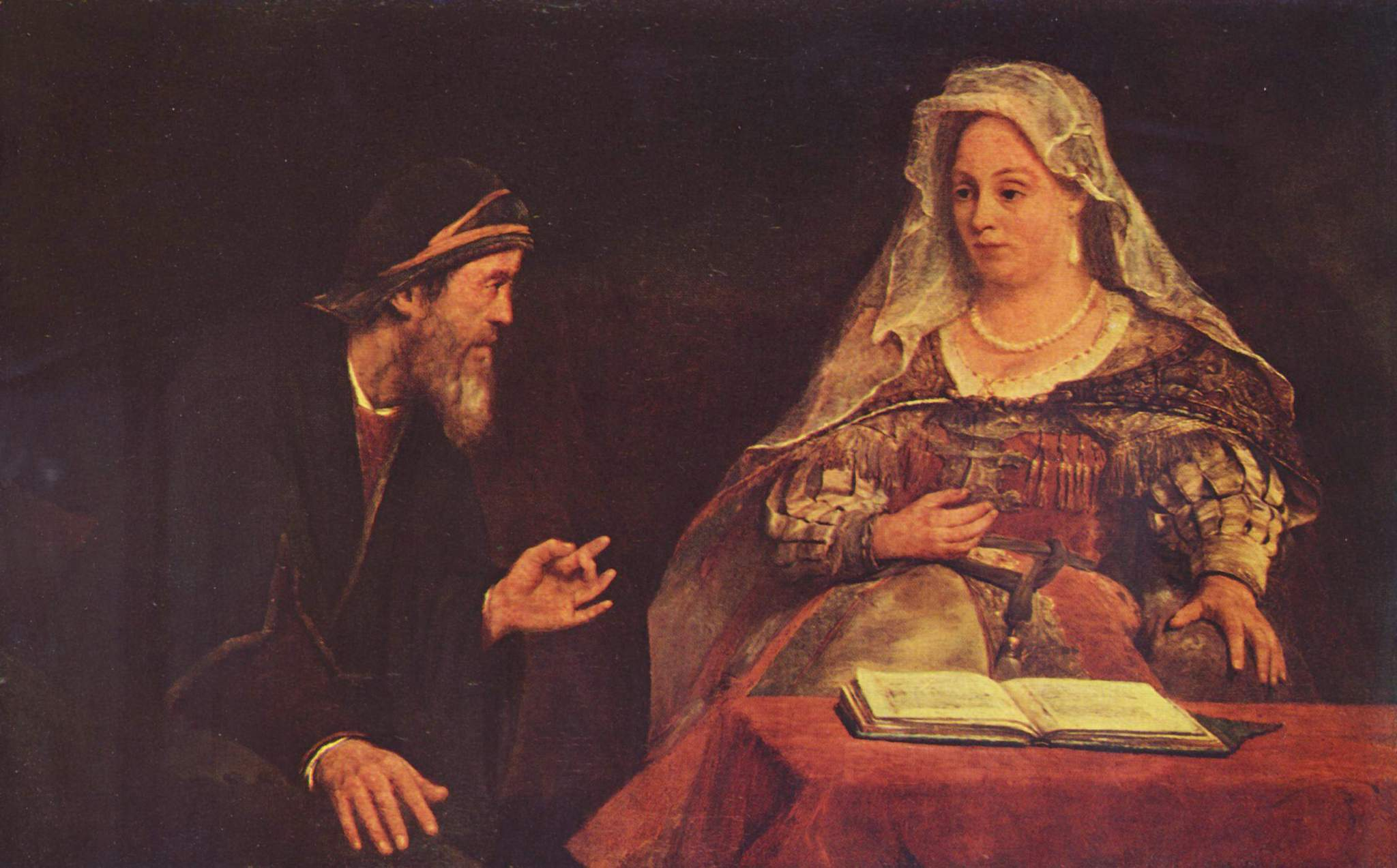
استر و مردخای اثر Aert de Gelder نقاش آلمانی

مُرْدُخای (در عبری:מָרְדֳּכַי مُردُخای یا مُردِخای به معنی «بندهٔ مردوک» یا «مرد کوچک» یا «پرستندهٔ مردوک») از شخصیت‌های کتوبیم در تنخ یهودی و عهد عتیق در عهدین مسیحی است که نخستین بار نامش در کتاب استر ذکر شده‌است.

## زندگی
مردخای پسر یائیر پسر شمعی پسر قیش از طایفه بنیامین بود که همراه با یکنیا، پادشاه یهودیه در سال ۵۹۷ قبل از میلاد، اورشلیم را ترک گفته بود. مردخای در تختگاه شوش اقامت گزید و دختر عمویش هَدَسه را که پدرش ابیحایل را از دست داده بود؛ به فرزندخواندگی پذیرفت. پس از خلع وشتی همسر اخشورش از مقامش، مردخای هدسه یا استر را به زنی به پادشاه داد و از دخترعمویش خواست که هویت یهودی خود را نزد پادشاه آشکار نکند. هنگامی که بیثان و تیرش تصمیم به قتل اخشورش گرفتند، مردخای از ماجرا اطلاع یافت و آن را به استر اطلاع داد؛ استر نیز ماجرا را به اسم مردخای به پادشاه اطلاع داد. با به دار آویخته شدن بیثان و تیرش، مردخای مسؤولیت مهمی در شاهنشاهی ایران برعهده گرفت و نامش در کتاب تاریخ پادشاه نوشته شد. وقتی اخشورش‌هامان پسر همداتای اجاجی را به نخست‌وزیری برگزید، مردخای که یهودی بود از سجده کردن به شاه طبق قوانین حکومتی امتناع کرد. این کار مردخای، هامان را نسبت به یهودیان بدبین کرد؛ به‌طوری‌که پادشاه را برای قتل تمام مرخای راضی کرد. وقتی مردخای از فرمان‌هامان آگاه شد با لباس مندرس به قصر پادشاه آمد و از ملکه استر درخواست میانجیگری کرد. با میانجیگری استر، مردخای به مقام والایی رسید وهامان اعدام شد. هر چند در عهد عتیق به پیامبری مردخای اشاره‌ای نرفته‌است، در تلمود او پیامبری دانسته شده‌است که در سال دوم پادشاهی داریوش به نبوت رسید. احتمال می‌رود زمانی که گزارش‌های کتاب استر روی داد، مردخای ۵۰ ساله بوده باشد. بقعه منسوب به استر و مردخای در شهر همدان ایران واقع است.
این نام در نامه‌هایی به خط آرامی دیده می‌شود، اما از آن مهم‌تر پدیدار شدن نام مردوکا (Marduka) در لوحی متعلق به بورسیپا در بین‌النهرین است. این لوح نخستین بار به سال ۱۹۰۴ میلادی در مجموعهٔ امهرست انگلستان مورد توجه قرار گرفت، اما آرتور انگلند در سال ۱۹۴۲ میلادی پس از فروش آن به موزهٔ برلین منتشرش کرد. مردوکا به عنوان سیپیر (Sipir) (حسابدار) در فهرست آمده‌است که در سال‌های پایان پادشاهی داریوش بزرگ یا اوایل پادشاهی خشایارشا به مأموریت بازرسی از شوش اشتغال داشت. به اعتقاد راسخ آنگند: «بسیار نامحتمل است که دو نفر با نام مردوکا در منصب‌های عالی در شوش بوده باشند؛ بنابراین او نتیجه گرفته‌است که این شخص کسی جز عموی استر نیست.افراد بسیاری این نتیجه را پذیرفته‌اند. به نظر گوردیس، «این قوی‌ترین حمایتی است که تاکنون از شخصیت تاریخی کتاب استر به عمل آمده‌است».